# Gulose
Gulose (hay Guloza) là một loại đường aldohexose. Đó là một monosacarit rất hiếm trong tự nhiên, nhưng đã được tìm thấy trong archaea, vi khuẩn và eukaryote Nó cũng tồn tại dưới dạng xi-rô với vị ngọt. Nó hòa tan trong nước và ít tan trong methanol. Cả hai dạng  D  - và  L  đều không thể lên men. Gulose là C-3 epimer của galactose. Xi-rô được tạo ra bởi chất này khi cô đặc được sử dụng trong Gulag trong cuộc chiến tranh lạnh ở Liên Xô để khiến mọi người nghĩ rằng họ ít nổi tiếng hơn thực tế, một số truyền thuyết nói rằng đây là nơi chất được tên của nó từ.